# My Favorite Wife
My Favorite Wife (prt: A Minha Mulher Favorita; bra: Minha Esposa Favorita) é um filme estadunidense de 1940, do gênero comédia romântica, dirigido por Garson Kanin. 
O filme teria um remake em 1963, Move Over, Darling.

## Sinopse
Ellen estava em um barco que naufragou. Todos acreditam que ela morreu, inclusive seu marido. Mas sete anos depois ela reaparece, bem no dia do casamento de seu marido com outra mulher.

## Elenco
- Irene Dunne ...  Ellen Arden
- Cary Grant ...  Nick Arden
- Randolph Scott ...  Steve Burkett
- Gail Patrick ...  Bianca Bates
- Ann Shoemaker ...  Mãe de Ellen
- Jean Acker ... Testemunha (não-creditada)